# Copenhagen Towers 2009
Questa voce raccoglie le informazioni riguardanti i Copenhagen Towers nelle competizioni ufficiali della stagione 2009.

## Nationalligaen 2009

### Stagione regolare
| 25 aprile 2009 2ª giornata | Copenhagen Towers | 32 – 0 | Slagelse Wolfpack |  |

| 3 maggio 2009 3ª giornata | Copenhagen Towers | 7 – 42 | Triangle Razorbacks |  |

| 16 maggio 2009 5ª giornata | Copenhagen Towers | 28 – 14 | Kronborg Knights |  |

| 30 maggio 2009 7ª giornata | Copenhagen Towers | 19 – 25 | Søllerød Gold Diggers |  |

| 6 giugno 2009 8ª giornata | Herlev Rebels | 27 – 0 | Copenhagen Towers |  |

| 14 giugno 2009 9ª giornata | Slagelse Wolfpack | 7 – 15 | Copenhagen Towers |  |

| 20 giugno 2009 10ª giornata | Hvidovre Stars | 42 – 7 | Copenhagen Towers |  |

| 28 giugno 2009 11ª giornata | Søllerød Gold Diggers | 47 – 3 | Copenhagen Towers |  |

| 29 agosto 2009 12ª giornata | Kronborg Knights | 0 – 30 | Copenhagen Towers |  |

| 13 settembre 2009 14ª giornata | Copenhagen Towers | 0 – 8 | Hvidovre Stars |  |

## Statistiche di squadra
| Competizione         | %Vittorie | In casa | In casa | In casa | In casa | In casa | In casa | In trasferta | In trasferta | In trasferta | In trasferta | In trasferta | In trasferta | Totale | Totale | Totale | Totale | Totale | Totale |
| Competizione         | %Vittorie | G       | V       | N       | P       | Pf      | Ps      | G            | V            | N            | P            | Pf           | Ps           | G      | V      | N      | P      | Pf     | Ps     |
| -------------------- | --------- | ------- | ------- | ------- | ------- | ------- | ------- | ------------ | ------------ | ------------ | ------------ | ------------ | ------------ | ------ | ------ | ------ | ------ | ------ | ------ |
| NL Stagione regolare | .400      | 5       | 2       | 0       | 3       | 86      | 89      | 5            | 2            | 0            | 3            | 55           | 123          | 10     | 4      | 0      | 6      | 141    | 212    |
| Totale               | .400      | 5       | 2       | 0       | 3       | 86      | 89      | 5            | 2            | 0            | 3            | 55           | 123          | 10     | 4      | 0      | 6      | 141    | 212    |